# Meghan Beesley
Meghan Beesley (* 15. November 1989 in Polesworth) ist eine britische Sprinterin und Hürdenläuferin, die sich auf die 400-Meter-Distanz spezialisiert hat.

## Sportliche Laufbahn
Erste Erfahrungen bei internationalen Meisterschaften sammelte Meghan Beesley im Jahr 2007, als sie bei den Junioreneuropameisterschaften in Hengelo in 58,76 s den sechsten Platz im 400-Meter-Hürdenlauf belegte und mit der britischen 4-mal-400-Meter-Staffel in 3:37,29 min die Silbermedaille gewann. Im Jahr darauf sicherte sie sich bei den Juniorenweltmeisterschaften in Bydgoszcz in 57,08 s die Bronzemedaille über die Hürden und 2009 schied sie bei den U23-Europameisterschaften in Kaunas mit 57,32 s im Halbfinale aus. Im Jahr darauf klassierte sie sich bei den Commonwealth Games in Neu-Delhi mit 58,36 s auf dem siebten Platz und gewann im Staffelbewerb in 3:29,51 min gemeinsam mit Kelly Massey, Vicki Barr und Nadine Okyere die Silbermedaille für England hinter dem Team aus Indien. 2011 gewann sie bei den U23-Europameisterschaften in Ostrava in 55,69 s die Bronzemedaille im Hürdenlauf hinter den Ukrainerinnen Hanna Ryschykowa und Hanna Titimez. Anschließend belegte sie bei der Sommer-Universiade in Shenzhen in 59,21 s den achten Platz im Hürdenlauf und gewann in 3:33,09 min gemeinsam mit Kelly Massey, Charlotte Best und Emily Diamond die Silbermedaille hinter der russischen Mannschaft. Im Jahr darauf gelangte sie bei den Europameisterschaften in Helsinki über die Hürden bis ins Halbfinale und schied dort mit 57,32 s aus.
2013 schied sie ihren ersten  Weltmeisterschaften in Moskau mit 54,97 s im Semifinale aus und auch bei den Weltmeisterschaften 2015 in Peking schied sie mit 55,41 s im Halbfinale aus, wie auch 2017 mit 56,61 s bei den Weltmeisterschaften in London. Im Jahr darauf gewann sie bei den Hallenweltmeisterschaften in Birmingham in 3:29,38 min gemeinsam mit Hannah Williams, Amy Allcock und Zoey Clark die Bronzemedaille in der 4-mal-400-Meter-Staffel hinter den Teams aus den Vereinigten Staaten und Polen. Kurz darauf schied sie bei den Commonwealth Games im australischen Gold Coast mit 56,41 s in der Vorrunde aus und gewann dann im August bei den Europameisterschaften in Berlin in 55,31 s die Bronzemedaille im Hürdenlauf hinter der Schweizerin Léa Sprunger und Hanna Ryschykowa aus der Ukraine. Zum Saisonabschluss wurde sie beim Continentalcup in Ostrava in 55,58 s Vierte über die Hürden. 2019 erreichte sie bei den Weltmeisterschaften in Doha abermals das Semifinale und schied dort mit 56,89 s aus und 2021 nahm sie an den Olympischen Sommerspielen in Tokio teil und kam dort mit 55,91 s nicht über die erste Runde hinaus.
In den Jahren 2018 und 2019 wurde Beesley britische Meisterin im 400-Meter-Hürdenlauf und 2008 und 2016 wurde sie Hallenmeisterin im 400-Meter-Lauf.

## Persönliche Bestzeiten
- 400 Meter: 52,79 s, 3. Juli 2011 in La Chaux-de-Fonds
  - 400 Meter (Halle): 52,80 s, 29. Januar 2013 in Wien
- 300 m Hürden: 41,41 s, 6. August 2006 in Birmingham
- 400 m Hürden: 54,52 s, 23. August 2015 in Peking